# Aramidae
Aramidae je porodica ptica iz reda Gruiformes. Čapljolika (Aramus guarauna) je jedini živući član ove porodice, iako su druge vrste poznate iz fosilnih zapisa, kao što su Aramus paludigrus iz srednjeg miocena i Badistornis aramus iz oligocena.